# Schlachthof Hamburg

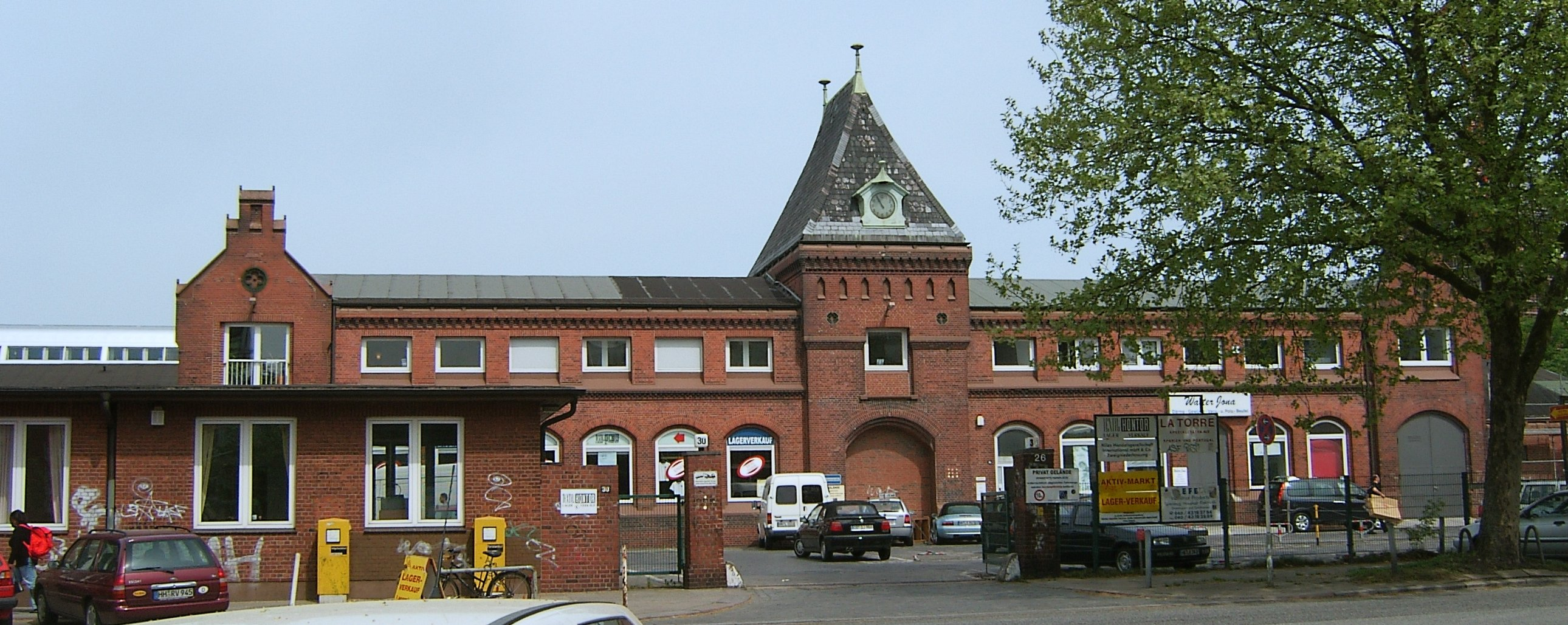
Der ehemalige Schlachthof am Bahnhof Sternschanze

Der Schlachthof Hamburg ist eine Gebäudegruppe in Hamburg-St. Pauli, die bis 1996 als Schlachthof betrieben wurde. Das Gelände scheidet das Karolinenviertel in Hamburg-St. Pauli vom Schanzenviertel.

## Geschichte

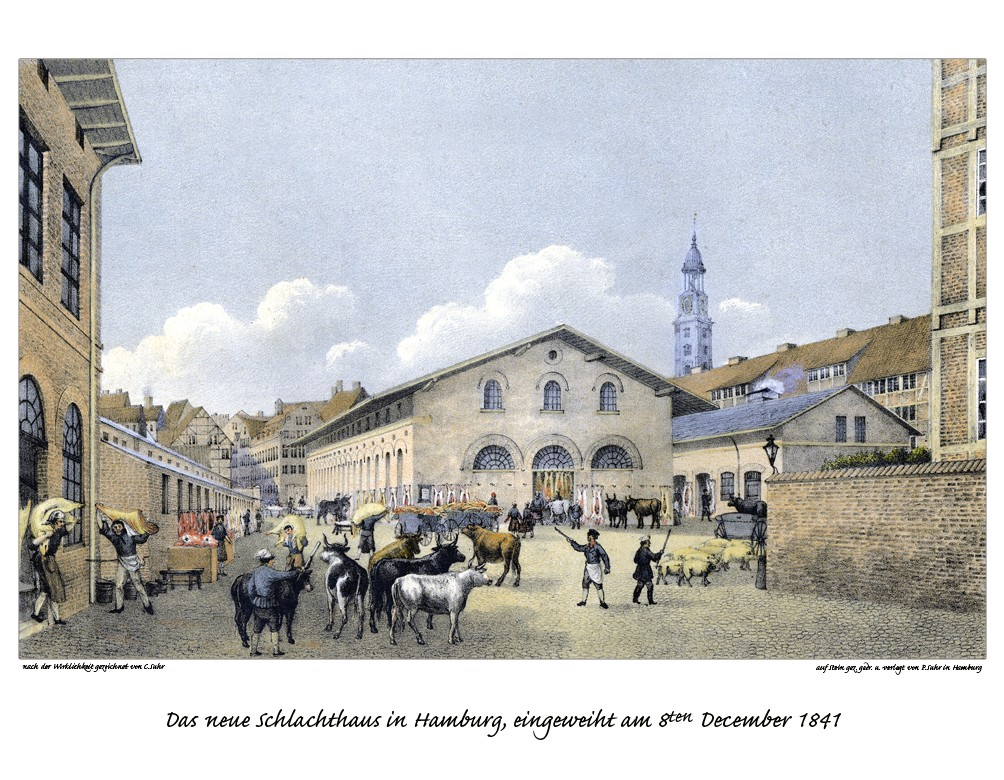
Das neue Hamburger Schlachthaus nach der Eröffnung 1841. Lithografie der Gebrüder Suhr

Wie viele andere Einrichtungen, die entweder Lärm verursachten, sehr viel Platz beanspruchten und mit weiteren störenden Emissionen verbunden waren, wurde auch der zentrale Schlachthof aus der inneren Stadt Hamburgs in die Vorstadt verlegt. Er hatte von 1611 bis 1839 am Herrlichkeitenfleet mitten in der südlichen Innenstadt gelegen und wurde von dort an das Johannisbollwerk in der südlichen Neustadt verlegt. Das rapide Bevölkerungswachstum der Stadt und damit der Bedarf an Baugrund für die in großer Zahl entstehenden Mietwohnungen in engen „Gängen“ und „Terrassen“ erforderte jedoch bald eine erneute Verlagerung.

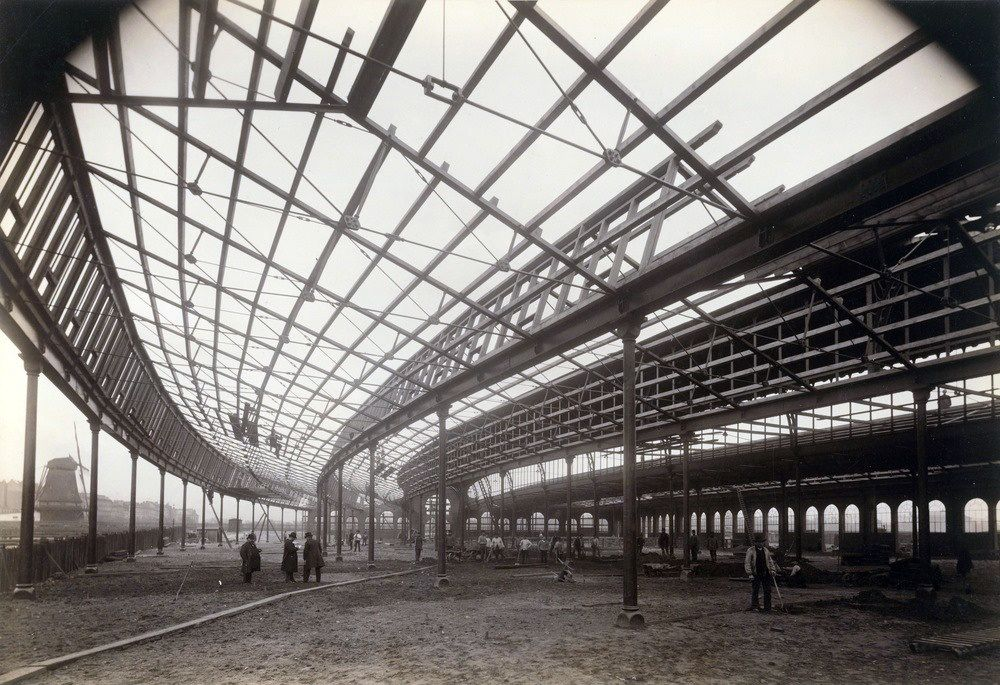
Bau der ersten Rindermarkthalle 1888, links im Hintergrund die alte Windmühle auf dem Heiligengeistfeld

Da im Norden St. Paulis an der Grenze zu Altona bereits seit Ende des 18. Jahrhunderts Viehmärkte abgehalten wurden und auf dem Heiligengeistfeld ab 1862 der zentrale Markt für Rinder und Schafe stattfand, entstand Hamburgs neuer Schlachthof in unmittelbarer Nachbarschaft des Zentralen Viehhofs. 
Dieser bestand aus zwei Teilen, die in mehreren Bauabschnitten zwischen 1865 und 1888 südlich der Hamburg-Altonaer Verbindungsbahn und des Bahnhofs Sternschanze und im Nordwesten des Heiligengeistfeldes errichtet wurden. Zu den Bauabschnitten gehörten:
- die Zentralisierung des Schweine- und Kälbermarktes am neuen Bahnhof Sternschanze (ab 1866, anfänglich provisorisch);
- der erste Viehhof am Bahnhof Sternschanze (Eröffnung 1867);
- die Ergänzung des Viehhofes an der Sternschanze durch den Bau eines Hammel- und Kälberstalls (1885/86–92);
- der Bau und Inbetriebnahme des neuen Hamburg-Altonaer Central-Schlachtviehmarktes im nordwestlichen Bereich des Heiligengeistfeldes (1887–1897, ab 1930 teilweise zu einem Kühlhaus umgebaut);
- der Bau der ersten Zentralviehmarkthalle am Neuen Kamp, vorwiegend für den Rinder- und Schafhandel (1887/88).

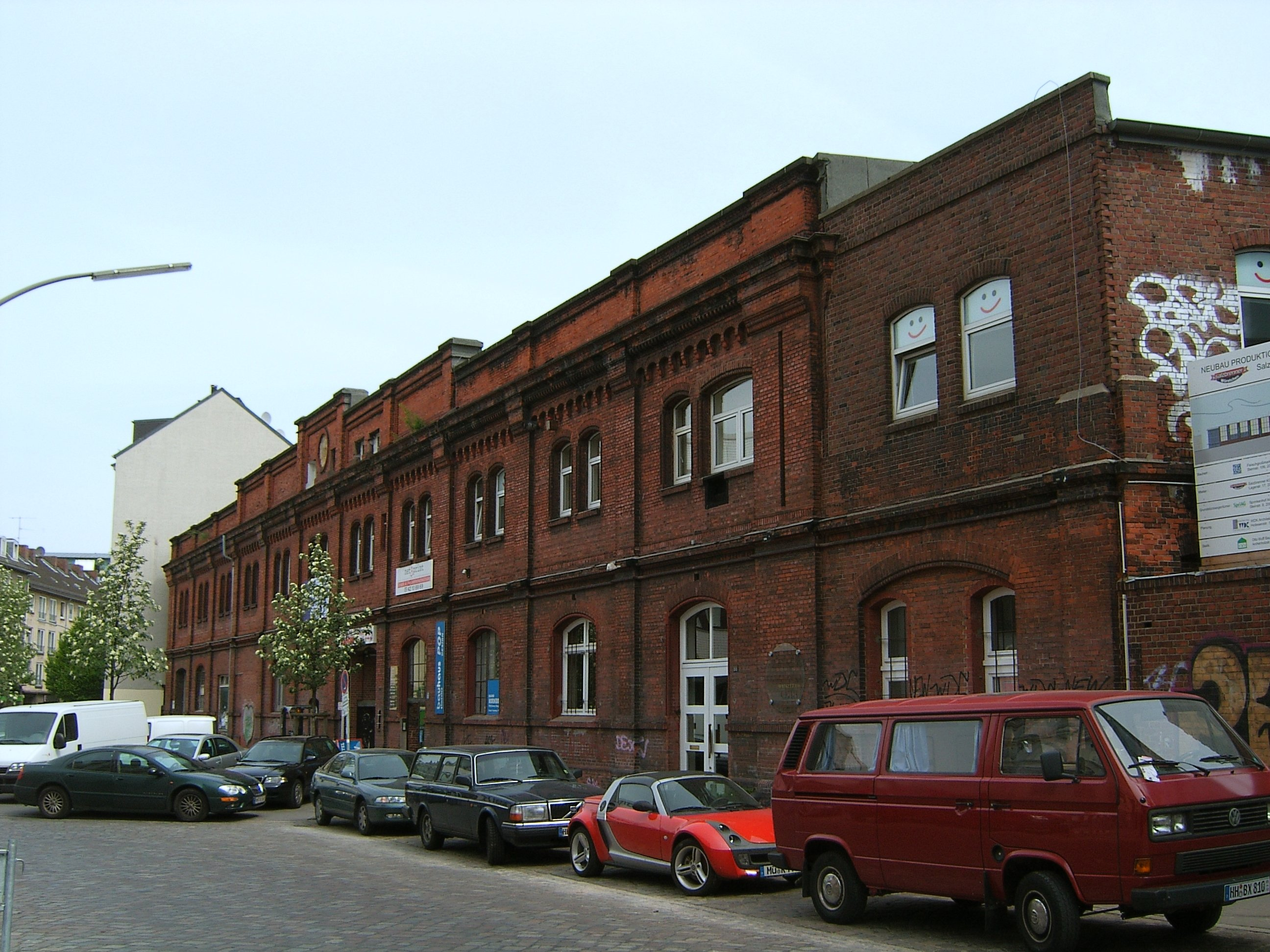
Alter Eingang

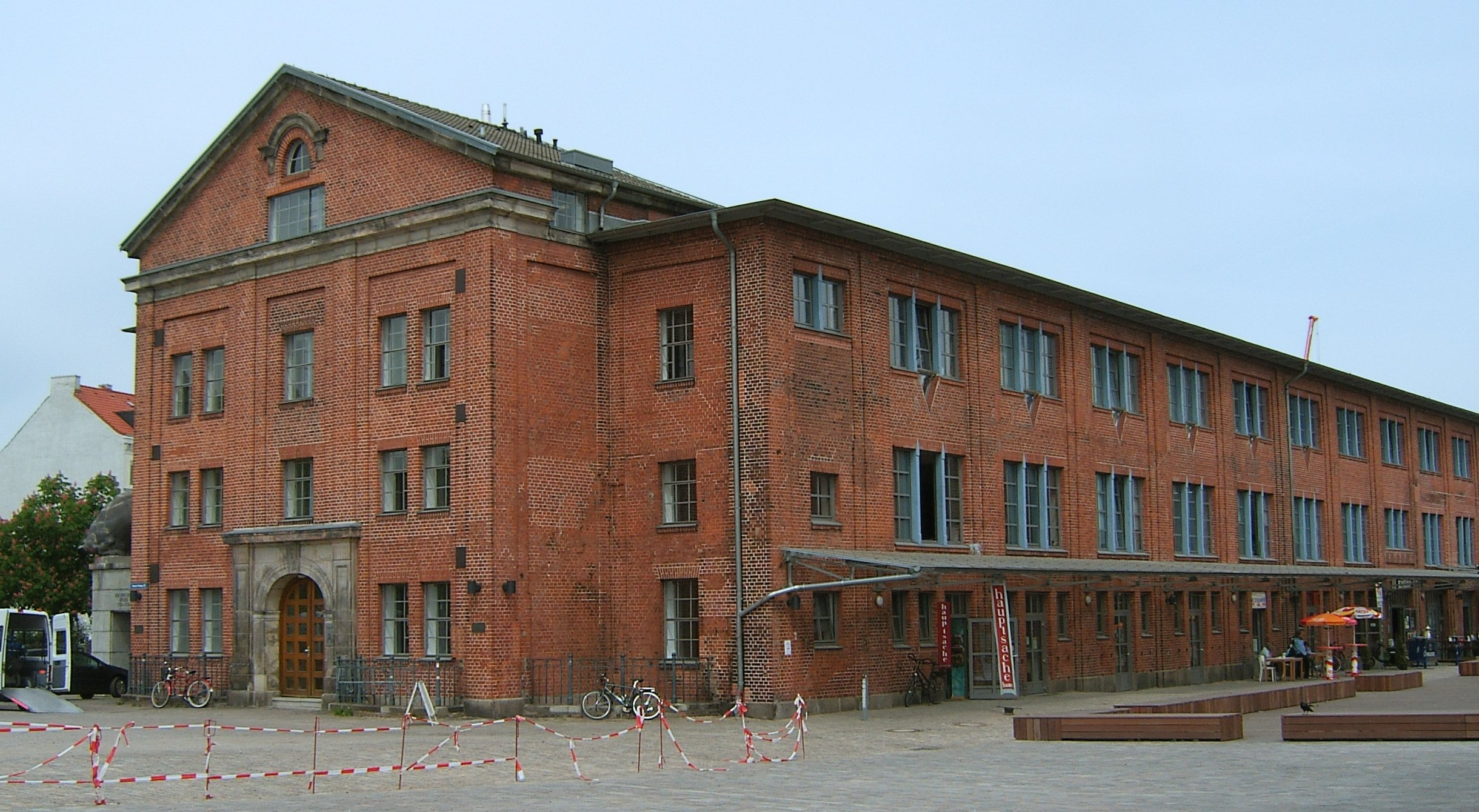
„Alte Rinderschlachthalle“

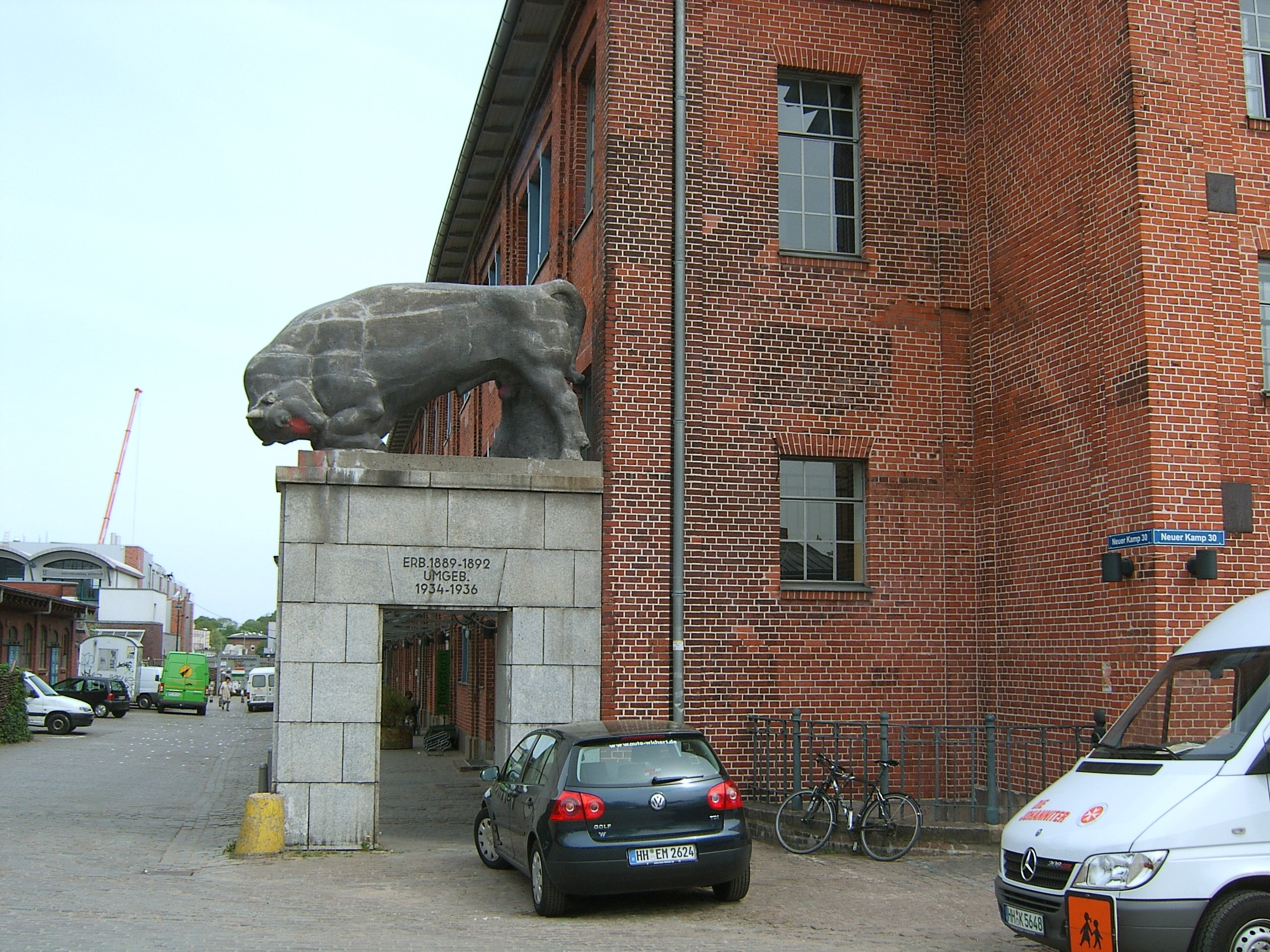
„Alte Rinderschlachthalle“, Detail

### Central-Schlachthof
Zwischen den beiden Teilen des Viehmarktes bot sich der optimale Platz für den neuen „Central-Schlachthof“. Er gab vielen Bewohnern des Viertels Arbeit. Gewerbebetriebe, die die hier einkaufenden Verarbeitungsbetriebe mit Zubehör versorgten, prägten das Stadtbild hier und im benachbarten Schanzenviertel. Dazu zählten Gewürzfabriken, Waagenhersteller und Hersteller von technischem Gerät für die Fleischverarbeitung.
Auch der Aus- und Umbau des Schlachthofes umfasste zahlreiche Bauabschnitte, u. a.
- 1884–89 die Errichtung der „Contumaz-Anlage“ für Schweine und Rinder zwischen Kamp- und Asylstraße (heute: Vorwerkstraße), die ab den 1890er Jahren vorwiegend als Quarantänestation für Rinder genutzt wurde;
- 1889–92 die Errichtung des neuen „Central-Schlachthofes“, der am 10. Oktober 1892 eröffnet und in Betrieb genommen wurde;
- 1895 die Eröffnung des Pferdeschlachthofes;
- 1913 die Fertigstellung einer neuen Rinderschlachthalle, der heutigen „Alten Rinderschlachthalle“;
- 1933 die Inbetriebnahme des neuen Schweinschlachthofes an der östlichen Lagerstraße.

Der Schlachthof war durch mehrere „Trift-Tunnel“ mit den benachbarten Viehmärkten verbunden. Diese führten u. a. unter der Lagerstraße und – parallel zur U-Bahn-Linie – unter der Straße Neuer Kamp hindurch. Dieser Viehtunnel wurde 1980 wegen Einsturzgefahr aufgegeben, obwohl er bis zuletzt als Zufahrt zu dem Supermarkt gedient hatte, der inzwischen in der ehemaligen Rindermarkthalle entstanden war. Ein weiterer – längst vergessener – Tunnel, der unter der Lagerstraße hindurch zwischen den früheren Viehverladeanlagen am Sternschanzenbahnhof und dem Schlachthof verlief, tauchte im Winter 2004/05 überraschend wieder auf, als das gesamte Gelände zur Vorbereitung einer Erweiterung der Hamburg Messe zur Baustelle wurde. Im Gegensatz zum Tunnel unter dem Neuen Kamp war er nicht verfüllt worden, sondern in Teilabschnitten noch begehbar, wurde aber vollständig abgerissen, um den Fundamenten der neuen Messehallen Platz zu machen.

### Kampstraße

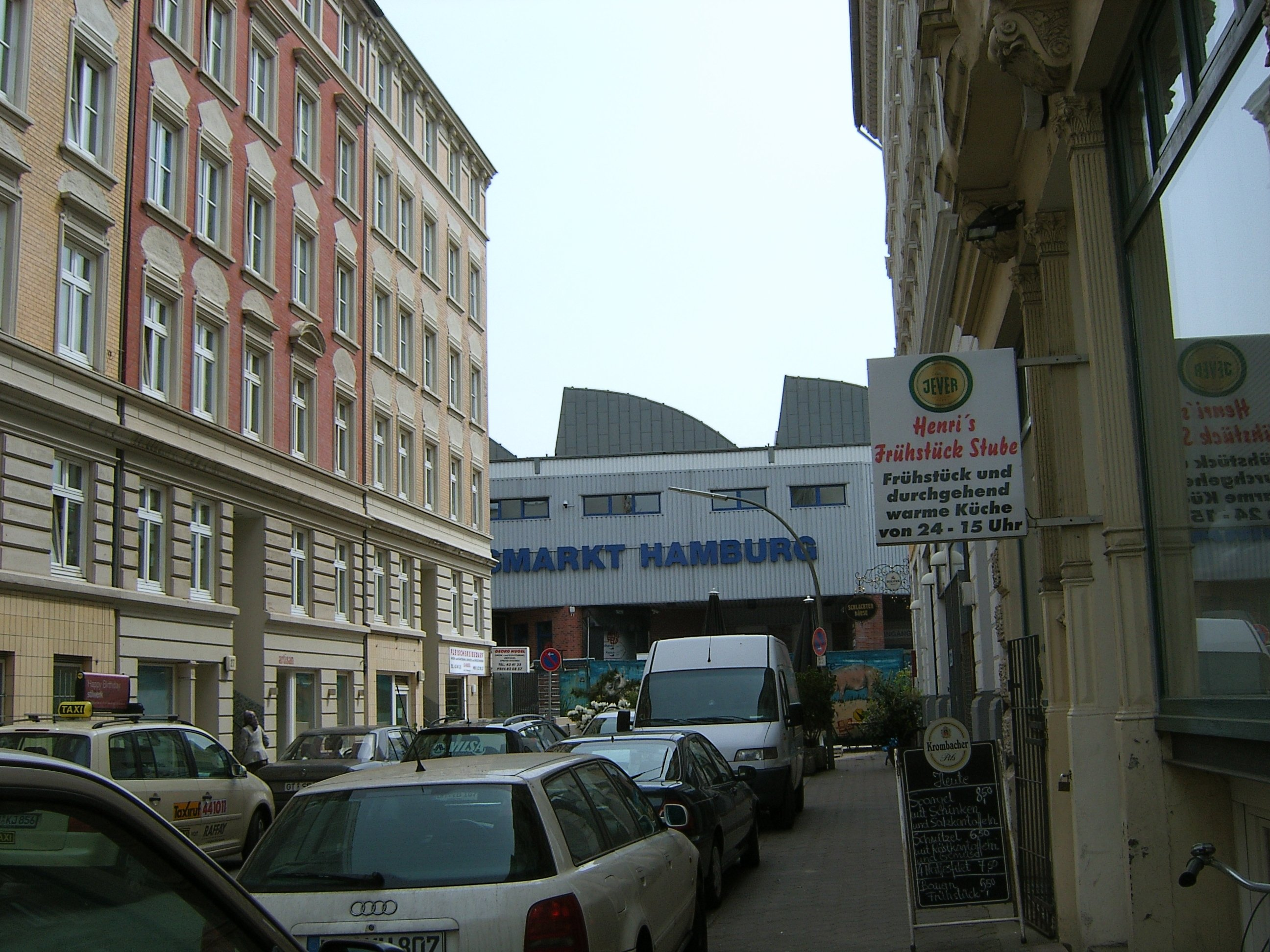
Die Kampstraße

Die im Zweiten Weltkrieg teilweise zerstörten Gebäude der „St. Pauli-Markthallen“ und des Schlachthofs wurden ab 1951/52 wieder aufgebaut und erweitert. Diese Erweiterungen hatten die Schließung der Kampstraße zur Folge und verstärkten damit die Insellage des östlichen Karolinenviertels. Dies rief erhebliche Proteste der Anwohner hervor und führte zur Bildung einer der ersten Bürgerinitiativen der noch jungen Bundesrepublik Deutschland. Trotzdem erfolgte 1954–56 die Errichtung eines „Schlachthauses für Auslands- und Seuchenvieh“, das 1956 als „Seegrenzschlachthof“ eröffnet wurde.
Ein weiterer wichtiger Schritt zur Errichtung neuer Produktionsgebäude war am 25. September 1957 die Sprengung des historischen Hauptverwaltungsgebäudes mit seinem weithin sichtbaren Uhrturm. Da es auf den bereits aufgehobenen Verlauf der (ehemaligen) Kampstraße ausgerichtet war, stand es den geplanten Neubauten im Wege. Zu diesen gehörten die neue Fleischgroßmarkthalle und mehrere Kühlblöcke, die 1960 als Ergänzung zum Schlachthof-Betrieb eröffnet wurden.
Im Jahre 1967 folgte die Inbetriebnahme der neuen „Rinderschlachthalle II“ (mit moderner Bandschlachtung), 1971 eine weitere Viehmarkthalle an der Grabenstraße für Kälber, Schweine und Rinder. Zugleich wurde das Gelände auf dem Heiligengeistfeld mit seiner Markthalle und den in mehrere Gatter aufgeteilten Außenflächen aufgegeben. Während die Halle zu einem Discount-Markt umgewandelt wurde, dessen Architektur und Bauschmuck noch Jahrzehnte später an die ehemalige Funktion erinnerte, wurden auf den neu gewonnenen Flächen eine Schule und ein öffentliches Bad errichtet.

## Fleischgroßmarkt

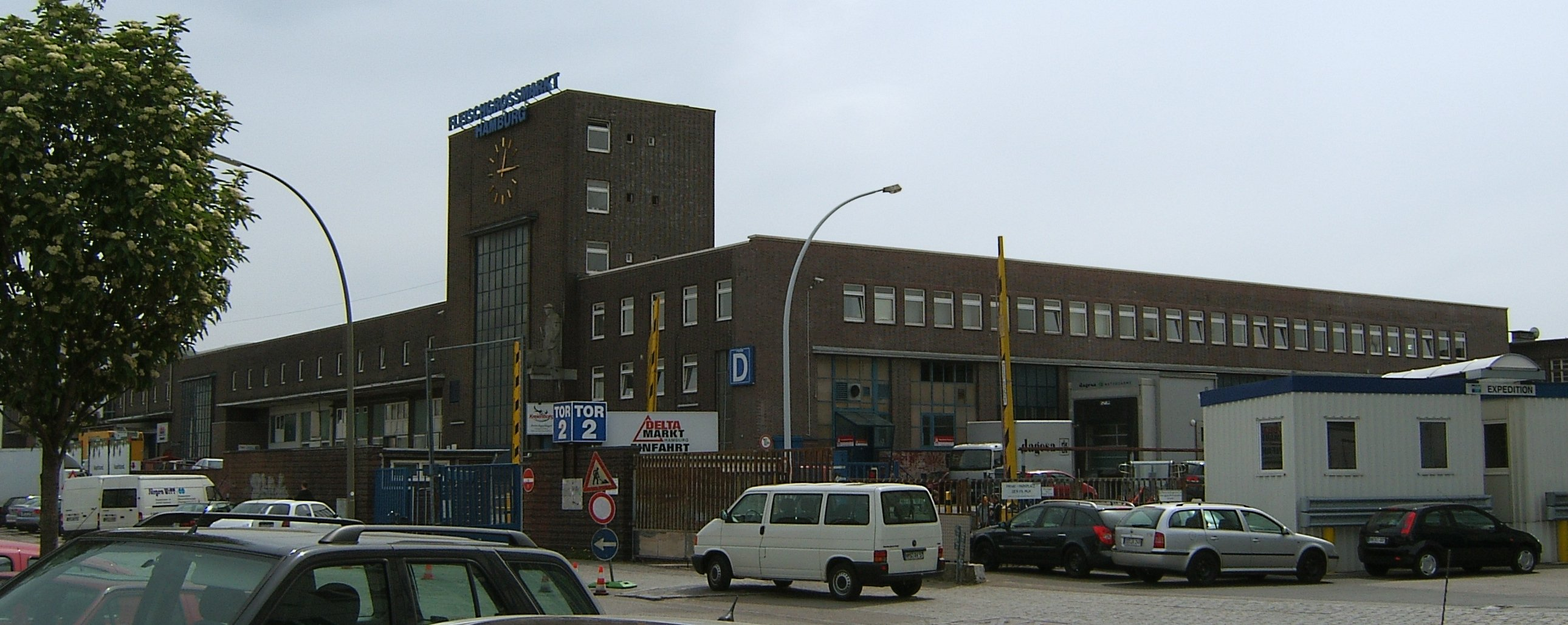
Haupteingang Fleischgroßmarkt Hamburg GmbH

Im Jahr 1980 erfolgte die Umbenennung des Schlachthofes in „Vieh- und Fleischzentrum Hamburg“ (VFZ); 1988 wurden der neuen „Kompakt-Schlachthof“ und eine Energiezentrale errichtet. 100 Jahre nach der Eröffnung des „Central-Schlachthofs“ wurde der Landesbetrieb 1992 aufgelöst und privatisiert. Unter der Bezeichnung „Fleischgroßmarkt Hamburg“ (FGH) entstand eine neue Betriebsgesellschaft, die für das Gelände einen bis zum Jahr 2044 gültigen Pachtvertrag besitzt und für die Verwaltung, Instandhaltung und Vermietung der Mietobjekte zuständig ist. 
Der eigentliche Schlachthof wurde 1996 geschlossen, nachdem er nach der deutschen Wiedervereinigung und der Abwicklung zahlreicher Viehzuchtbetriebe in der ehemaligen DDR noch einen kurzen Boom erlebt hatte. Der Fleischgroßmarkt Hamburg befindet sich jedoch heute noch hier. 